# Parmenopsis caucasica
Parmenopsis caucasica är en skalbaggsart som först beskrevs av Leder 1879.  Parmenopsis caucasica ingår i släktet Parmenopsis och familjen långhorningar. Inga underarter finns listade i Catalogue of Life.